# Amorphoscelis austrogermanica
Amorphoscelis austrogermanica är en bönsyrseart som beskrevs av Werner 1923. Amorphoscelis austrogermanica ingår i släktet Amorphoscelis och familjen Amorphoscelidae. Inga underarter finns listade i Catalogue of Life.